# 일산신도시
일산신도시(一山新都市)는 대한민국 서울특별시 중심부에서 북서쪽으로 18.23km 떨어진 곳에 있는 신도시이다. 행정구역 상 경기도 고양시 일산동구와 일산서구에 속해 있다.

## 배경
1980년대 대한민국의 인구는 계속해서 늘어났지만, 그들이 거주하는 주택의 수는 턱없이 부족한 상황이었다. 특히 서울특별시의 인구는 포화상태에 이르렀고, 서울 내에서도 목동 신시가지나 상계동 지역을 개발하는 등 주택 건설에 들어갔으나 늘어나는 인구를 막을 수는 없었고, 주택 부족으로 부동산 가격이 치솟고 있었다. 이에 1988년 9월 13일 '주택 200만호 건설계획'을 발표하고 산본, 중동, 평촌 등에 대규모 택지개발을 발표했으나, 집값은 안정되지 않았다. 이에 1989년 4월 27일 2차로 주택 개발 계획을 발표했는데, 이때 분당신도시와 일산신도시가 공개되었다. 1996년 12월 사업이 완료되었다.
본래 일산신도시는 1988년 노태우 정권의 아파트 보급 공약의 일환으로 건설된 지구로, 서울 도심 및 영등포 지역으로 출퇴근하는 직장인의 주거 도시 개념이었으나, 인구 밀도가 점진적으로 증가하면서 1995년 무렵부터는 자체적으로 행정, 문화 기능을 수행하기에 이르렀다. 따라서 고양시의 일부였음에도 따로 일산이라는 이름으로 불렸으며 이는 구 일산읍, 송포면 이외의 지역까지도 포괄하는 개념으로 통칭되었다.

## 행정구역과 인구

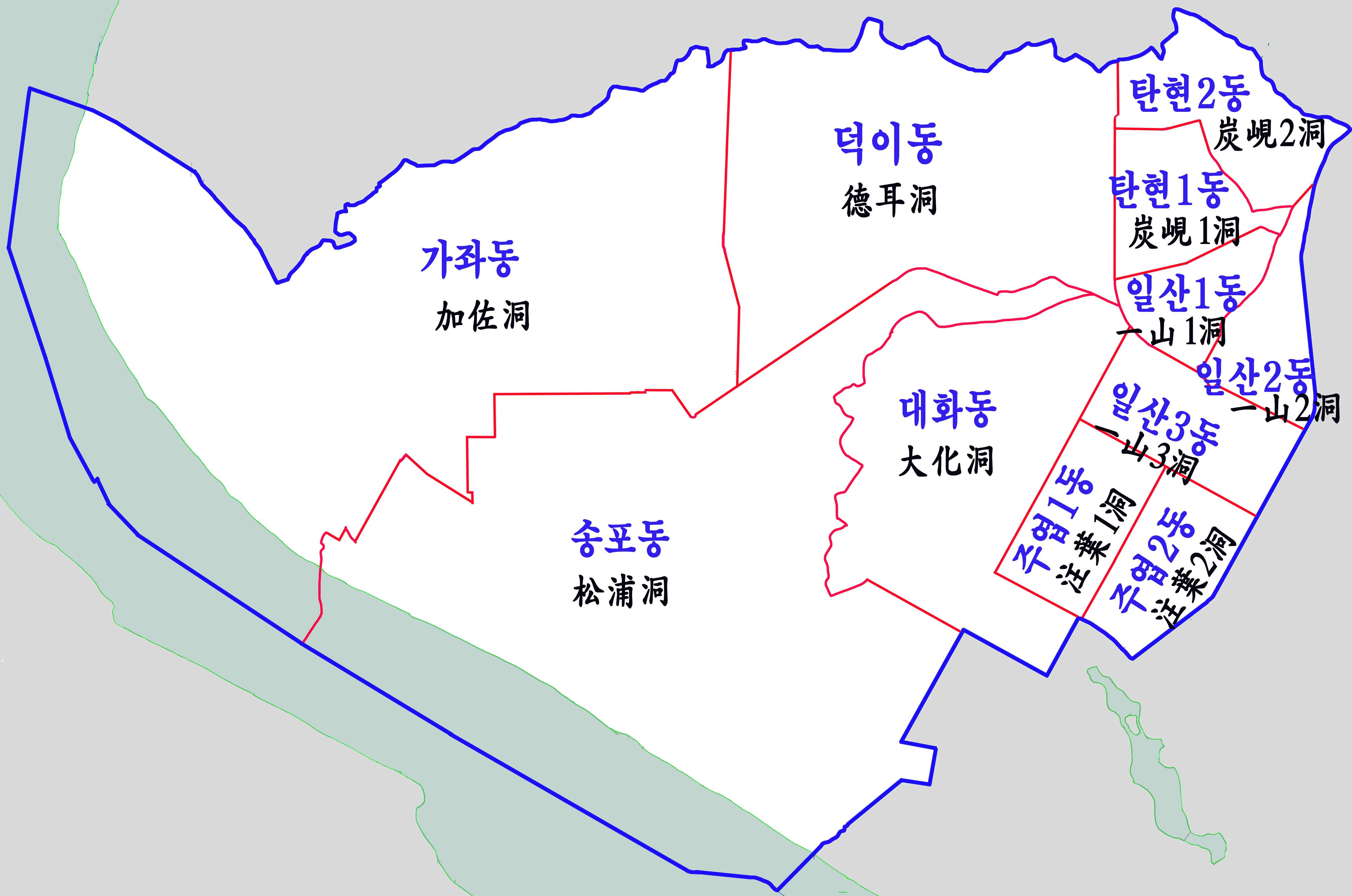
일산서구의 사진

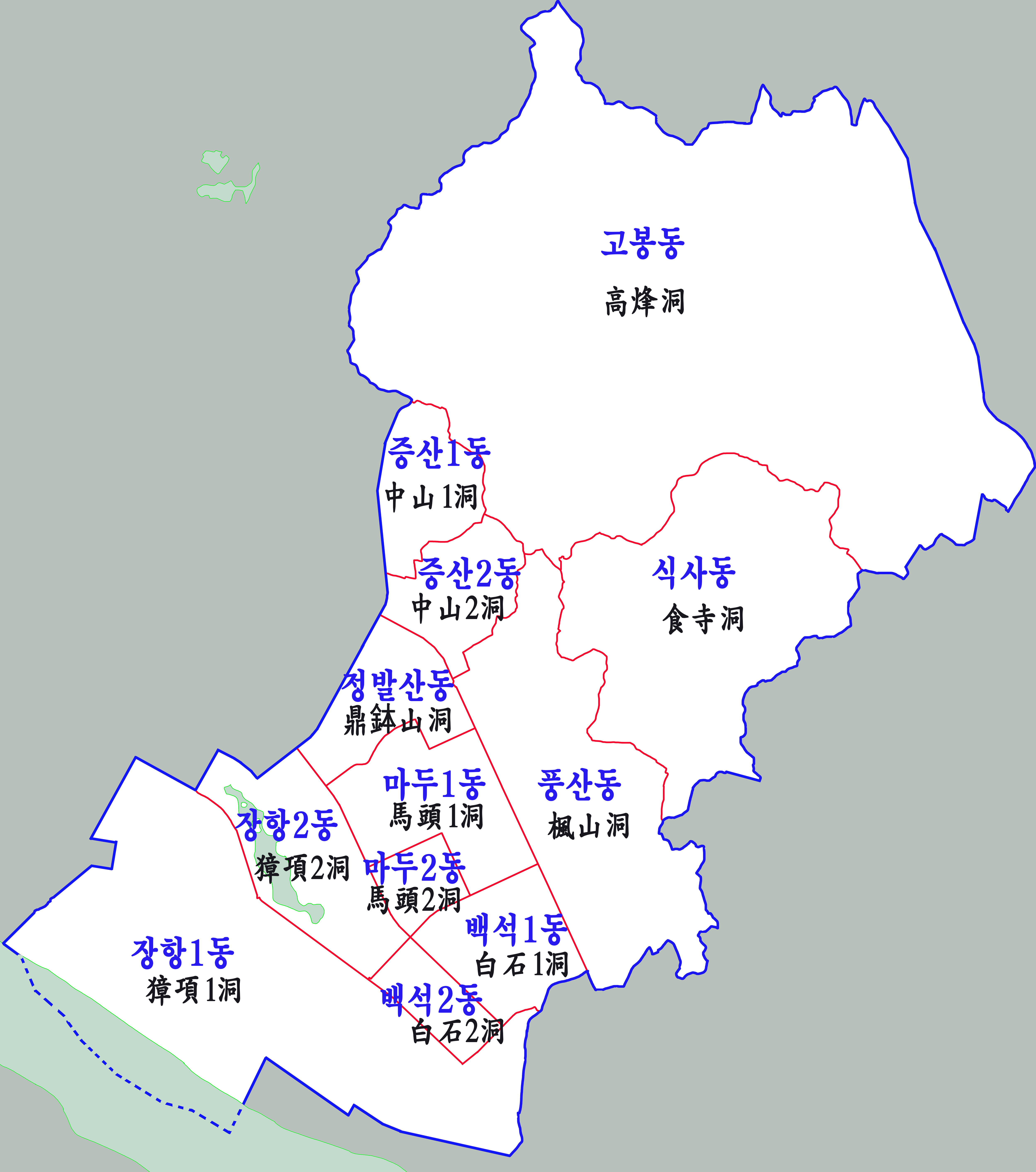
일산동구의 사진

## 규모

### 일산동구
- 인구 : 29만 9천명[2]
- 면적 : 5,910만m2

### 일산서구
- 인구 : 29만 9천명[3]
- 면적 : 4,256만m2

## 행정구역과 인구[4]
| 행정구   | 행정동   | 인구     | 법정동                               |
| -------- | -------- | -------- | ------------------------------------ |
| 일산서구 | 일산1동  | 27,192명 | 일산동                               |
| 일산서구 | 일산2동  | 18,450명 | 일산동                               |
| 일산서구 | 일산3동  | 35,487명 | 일산동                               |
| 일산서구 | 탄현동   | 51,703명 | 탄현동                               |
| 일산서구 | 주엽1동  | 27,941명 | 주엽동                               |
| 일산서구 | 주엽2동  | 28,957명 | 주엽동                               |
| 일산서구 | 대화동   | 36,355명 | 대화동                               |
| 일산서구 | 송포동   | 21,597명 | 법곳동, 대화동                       |
| 일산서구 | 송산동   | 51,588명 | 가좌동, 구산동, 덕이동               |
| 일산동구 | 식사동   | 37,031명 | 식사동                               |
| 일산동구 | 중산동   | 46,908명 | 중산동                               |
| 일산동구 | 정발산동 | 23,493명 | 정발산동                             |
| 일산동구 | 풍산동   | 38,985명 | 풍동, 산황동                         |
| 일산동구 | 백석1동  | 30,532명 | 백석동                               |
| 일산동구 | 백석2동  | 20,889명 | 백석동                               |
| 일산동구 | 마두1동  | 24,071명 | 마두동                               |
| 일산동구 | 마두2동  | 16,310명 | 마두동                               |
| 일산동구 | 장항1동  | 11,485명 | 장항동, 마두동                       |
| 일산동구 | 장항2동  | 27,038명 | 장항동                               |
| 일산동구 | 고봉동   | 23,243명 | 성석동·설문동·지영동·문봉동·사리현동 |

## 특징
일산신도시는 비슷한 시기에 지어진 1기 신도시들 중 인구밀도가 가장 낮고 전원주택이 많다. 이 전원주택들은 신도시 중앙에 있는 정발산동에 집중적으로 분포해 있다.
일산 호수공원과 정발산공원 등 녹지가 많으며, 그 면적은 353만 7천㎡(일산신도시 전체 면적의 22.5%)로 월등히 높다. 다만 인근에 조성된 덕양구 화정동 화정지구와 일산동구 식사동 식사지구가 난개발되었다는 지적이 있다.
● 수도권 전철 3호선 및 ● 수도권 전철 경의·중앙선이 이곳을 지나간다. 수도권 전철 3호선은 이곳에서 출발해 도시의 서남부를 가로지르며, 경의중앙선은 파주에서 출발해 북동부를 통과한다.

## 쇠퇴
2020년대 초중반 들어 인구가 다소 감소했으며, 공실 증가와 자족 기능 부재라는 구조적 한계에 직면해 있다. 고령층 비중이 빠르게 증가하면서 도시 쇠퇴 우려가 커지고 있다. 이에 대응하여 재건축 계획이 추진되고 있으며, GTX-A 개통 등 교통 인프라 확충과 산업 기반 강화를 중심으로 한 긍정적인 변화도 활발히 진행 중이다.

## 같이 보기
- 고양시
- 일산서구
- 일산동구
- 운정신도시
- 분당신도시
- 경기도
- 1기 신도시

## 참고 문헌
- 집테크/경기 고양시 아파트 통합분석/2019.